# Фуа
Фуа́ (фр. Foix) — муніципалітет у Франції, у регіоні Окситанія, адміністративний центр департаменту Ар'єж. Населення — 9472 особи (01.01.2021).
Муніципалітет розташований на відстані близько 660 км на південь від Парижа, 75 км на південь від Тулузи.

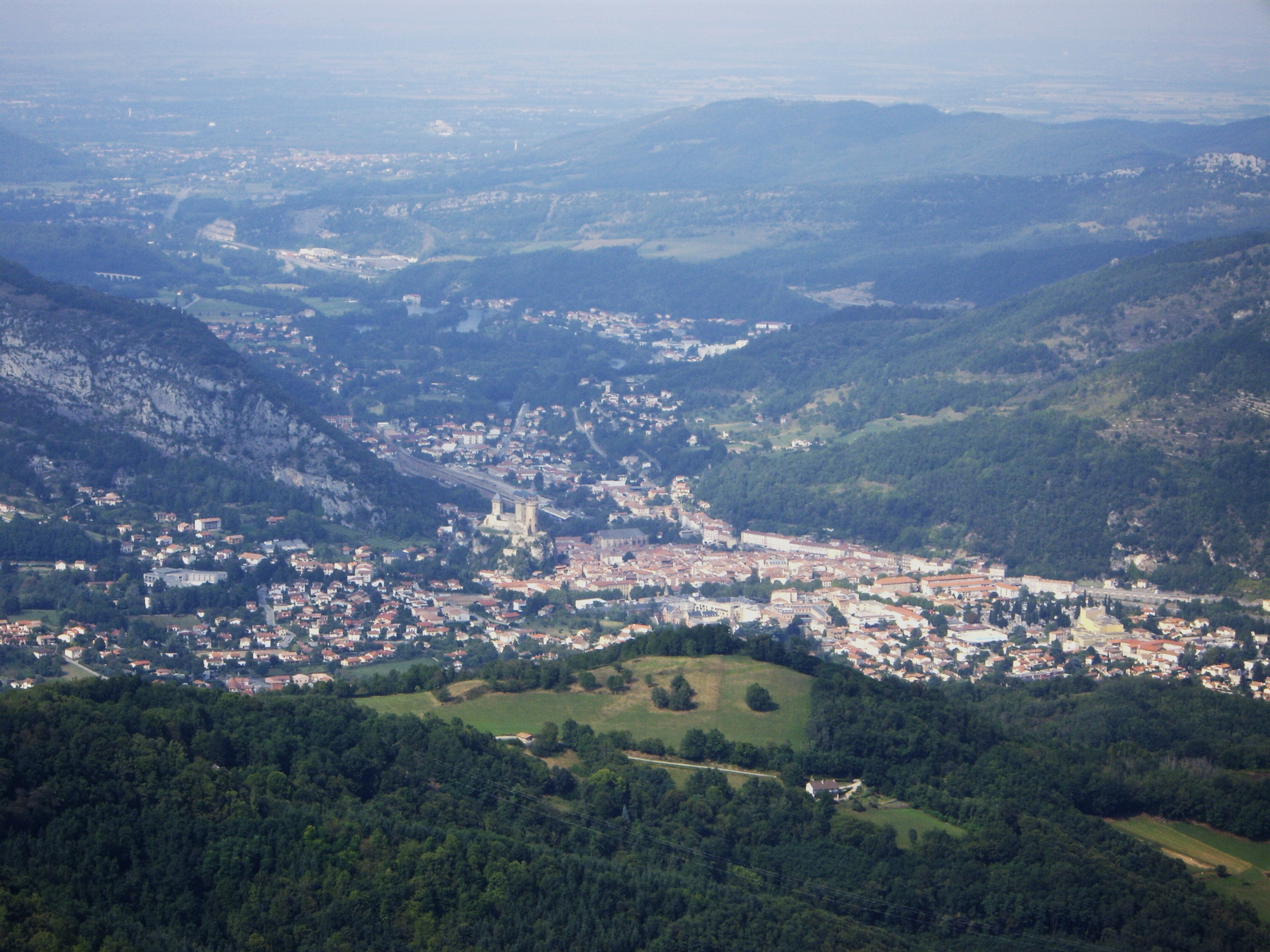

## Історія
Центр середньовічного Фуаського графства.
До 2015 року муніципалітет перебував у складі регіону Південь-Піренеї. Від 1 січня 2016 року належить до нового об'єднаного регіону Окситанія.

## Демографія
Динаміка населення (Cassini і INSEE ):
Розподіл населення за віком та статтю (2006):
| Стать | Всього | До 15 років | 15-24 | 25-44 | 45-64 | 65-85 | Понад 85 |
| --- | ------ | ----------- | ----- | ----- | ----- | ----- | -------- |
| Чоловіки | 4465   | 693         | 571   | 1206  | 1242  | 638   | 115      |
| Жінки | 5134   | 871         | 637   | 1227  | 1279  | 962   | 158      |
| \| Статево-вікова піраміда \| Статево-вікова піраміда \| Статево-вікова піраміда \| \| ----------------------- \| ----------------------- \| ----------------------- \| \| Чоловіки \| Вік \| Жінки \| \| 115 \| 85 + \| 158 \| \| 114 \| 80-84 \| 264 \| \| 142 \| 75-79 \| 237 \| \| 185 \| 70-74 \| 197 \| \| 197 \| 65-69 \| 264 \| \| 264 \| 60-64 \| 288 \| \| 338 \| 55-59 \| 313 \| \| 350 \| 50-54 \| 355 \| \| 290 \| 45-49 \| 323 \| \| 282 \| 40-44 \| 309 \| \| 321 \| 35-39 \| 290 \| \| 259 \| 30-34 \| 324 \| \| 344 \| 25-29 \| 304 \| \| 261 \| 20-24 \| 386 \| \| 310 \| 15-20 \| 251 \| \| 201 \| 10-14 \| 327 \| \| 248 \| 5-9 \| 272 \| \| 244 \| 0-4 \| 272 \| |        |             |       |       |       |       |          |
| Статево-вікова піраміда |        |             |       |       |       |       |          |
| Чоловіки | Вік    | Жінки       |       |       |       |       |          |
| 115 | 85 +   | 158         |       |       |       |       |          |
| 114 | 80-84  | 264         |       |       |       |       |          |
| 142 | 75-79  | 237         |       |       |       |       |          |
| 185 | 70-74  | 197         |       |       |       |       |          |
| 197 | 65-69  | 264         |       |       |       |       |          |
| 264 | 60-64  | 288         |       |       |       |       |          |
| 338 | 55-59  | 313         |       |       |       |       |          |
| 350 | 50-54  | 355         |       |       |       |       |          |
| 290 | 45-49  | 323         |       |       |       |       |          |
| 282 | 40-44  | 309         |       |       |       |       |          |
| 321 | 35-39  | 290         |       |       |       |       |          |
| 259 | 30-34  | 324         |       |       |       |       |          |
| 344 | 25-29  | 304         |       |       |       |       |          |
| 261 | 20-24  | 386         |       |       |       |       |          |
| 310 | 15-20  | 251         |       |       |       |       |          |
| 201 | 10-14  | 327         |       |       |       |       |          |
| 248 | 5-9    | 272         |       |       |       |       |          |
| 244 | 0-4    | 272         |       |       |       |       |          |

## Економіка
2010 року серед 6357 осіб працездатного віку (15—64 років) 4476 були активними, 1881 — неактивною (показник активності 70,4%, у 1999 році було 70,1%). З 4476 активних мешканців працювало 3915 осіб (2055 чоловіків та 1860 жінок), безробітними було 561 (265 чоловіків та 296 жінок). Серед 1881 неактивної 627 осіб було учнями чи студентами, 635 — пенсіонерами, 619 були неактивними з інших причин.

У 2010 році у муніципалітеті числилось 4679 оподаткованих домогосподарств, у яких проживали 9507,5 особи, медіана доходів виносила 17 834 євро на одного особоспоживача.

## Уродженці
- Ерік Карр'єр (*1973) — відомий у минулому французький футболіст, півзахисник.